# Verwaltungsgemeinschaft Isen
Die Verwaltungsgemeinschaft Isen im oberbayerischen Landkreis Erding wurde im Zuge der Gemeindegebietsreform am 1. Mai 1978 gegründet und zum 1. Januar 1980 bereits wieder aufgelöst.
Ihr gehörten die Gemeinden Isen und Lengdorf an.
Sitz der Verwaltungsgemeinschaft war Isen.